# Megaloceroea recticornis
Genre
Espèce
Megaloceroea recticornis, la Punaise verte à antennes droites, est une espèce de petits insectes hétéroptères (punaises) de la famille des Miridae. Il est monotypique dans son genre.

## Historique et dénomination
- Le genre a été décrit par l'entomologiste allemand Franz Xaver Fieber en 1858.
- L'espèce a été décrite par l'entomologiste français Étienne Louis Geoffroy en 1785, sous le nom initial de Cimex recticornis[1].

### Synonymie
- Cimex recticornis Geoffroy, 1785 Protonyme
- Miris longicornis Fallén, 1807 [2]
- Megaloceroea longicornis (Fallén, 1807)

## Description
Long de 8 à 10 mm, c'est un insecte élancé, aux longues antennes, il est de couleur jaune-paille à vert.

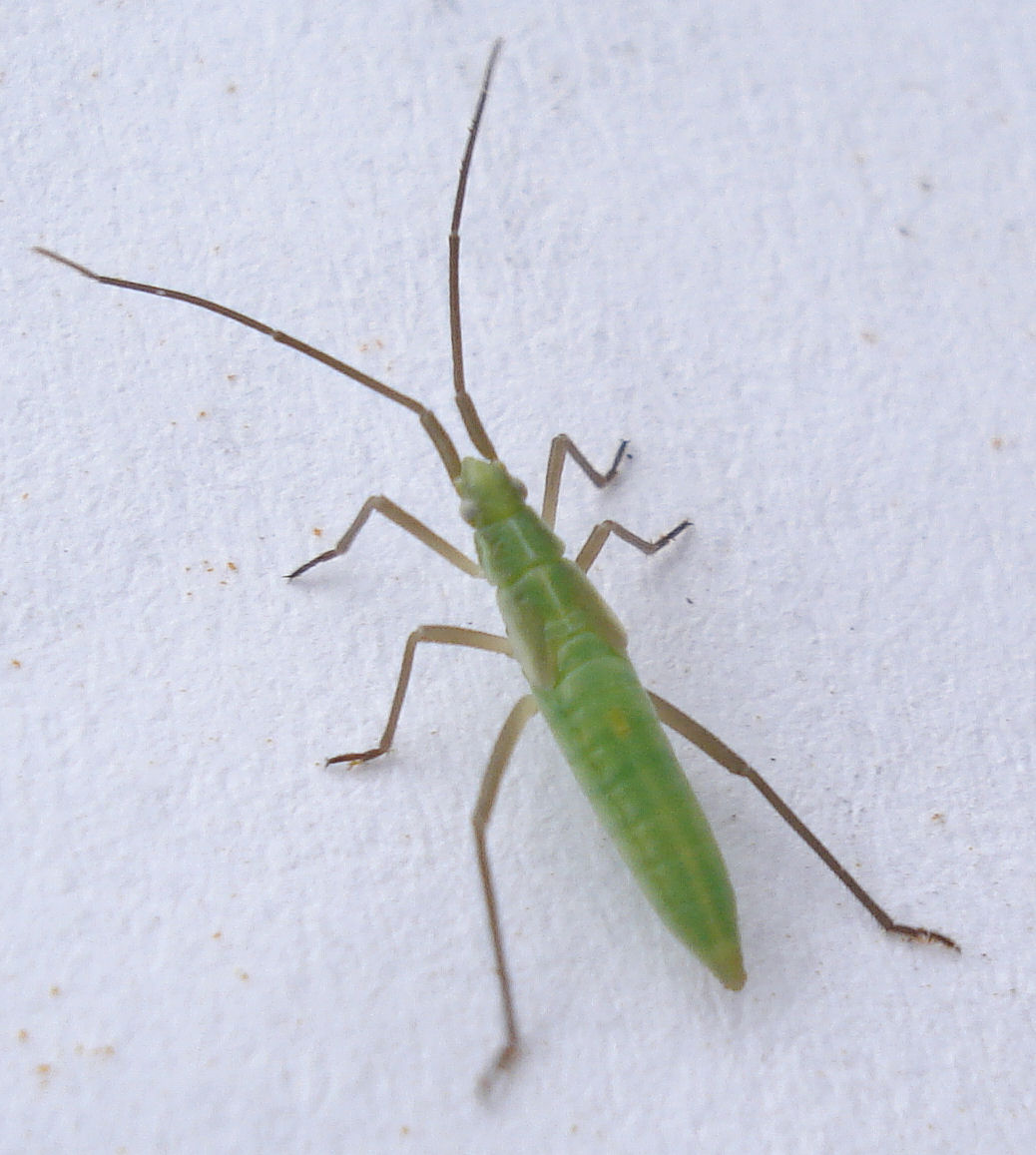
Nymphe

## Répartition
Cette punaise vit dans les prairies en Europe, dans le nord de l'Asie (excluant la Chine), et en Amérique du Nord.